# Joseph Jean François Lemaire
Pour les articles homonymes, voir Lemaire.
Joseph Jean François Lemaire, chirurgien-dentiste français, (8 mars 1782, Mayenne - 22 février 1834, Maisons-Alfort).

## Biographie
Il fit ses études médicales à l'école de médecine de Paris, et s'adonna plus particulièrement à l'art du dentiste, qu'il pratiqua fort jeune avec beaucoup de succès dans la capitale. 
Il fut un des deux délégués que ses concitoyens envoyèrent à Paris, le 14 janvier 1790, pour faire attribuer à Mayenne le titre de chef-lieu du département. Il mourut à Maisons-Alfort le 22 février 1854. Joseph Lemaire avait été nommé dentiste du roi de Bavière, et chevalier de l'Ordre de Saint-Hubert (Bavière). Il a laissé des ouvrages et traités sur les dents.

## Publications
- Le Dentiste des dames, ouvrage dédié au beau sexe, Paris, 1812, in-18, avec le portrait de l'auteur et une gravure ; 2e édition, ornée de 4 gravures, corrigée et augmentée d'un Formulaire pharmaceutique extrait des meilleurs ouvrages, et relatif aux différents remèdes qu'on doit employer pour les nourrices, les enfants en bas âge, et aux préparations dentifrices, etc., Paris, 1818, in-12[1]. ;
- Traité sur les dents. Physiologie. Paris, 1820, in-4° ;
- Histoire naturelle des maladies des dents de l'espèce humaine, en deux parties, avec 25 planches, par Joseph Fox ; ouvrage traduit de l'anglais, Paris, 1821, in-4° ;
- Traité sur les dents, Paris, 1822-1821, 5 vol. in-8°. Le premier volume contient la Physiologie  [2] ;
- Plusieurs mémoires relatifs à l'art du dentiste, dans les journaux et recueils de médecine de l'époque.

## Source partielle
- « Joseph Jean François Lemaire », dans Louis-Gabriel Michaud, Biographie universelle ancienne et moderne : histoire par ordre alphabétique de la vie publique et privée de tous les hommes avec la collaboration de plus de 300 savants et littérateurs français ou étrangers, 2e édition, 1843-1865 [détail de l’édition]
- « Joseph Jean François Lemaire », dans Alphonse-Victor Angot et Ferdinand Gaugain, Dictionnaire historique, topographique et biographique de la Mayenne, Laval, A. Goupil, 1900-1910 [détail des éditions] (BNF 34106789, présentation en ligne), t. IV, p. 547.